# Барнс, Джордж (политик)
Джордж Николл Барнс (англ. George Nicoll Barnes; 2 января 1859, Данди, Шотландия — 21 апреля 1940, Лондон, Англия) — британский политический деятель, лидер Лейбористской партии.

## Биография
Джордж Барнс родился 2 января 1859 года в шотландском городе Данди в семье «белого воротничка» − квалифицированного инженерно-технического работника из Йоркшира. Вскоре семья перебралась в Англию и обосновалась в Мидлсексе, где его отец стал управляющим джутового завода, на котором в возрасте 11 лет началась трудовая деятельность и самого Джорджа. Два года он провёл на ученических должностях на заводах в Лондоне и Данди, а потом ещё два года трудился на верфях в Барроу, после чего вернулся в Лондон, где впервые столкнулся с проблемой безработицы во время кризиса 1879 года. Он сменил ещё много рабочих мест (как правило, работа была краткосрочной), пока не обосновался в строительной фирме «Лукас энд Эйрд» в Фулеме. В 1882 году Джордж женился на Джесси Лэнглендс. В этом браке у него родились двое сыновей и дочь.
В начале 1890-х годов Барнс стал активным членом профсоюза инженерно-технических работников (а впоследствии и его генеральным секретарём), что привело его в социалистическое движение. После возникновения в 1893 году Независимой лейбористской партии Барнс вступает в её ряды. В 1906 году на всеобщих выборах он одерживает победу в одном из округов Глазго (Блэкфрайерс энд Хатчесонтаун) и становится депутатом парламента (победил он, между прочим, будущего премьер-министра от консерваторов Эндрю Бонара Лоу). В этом же избирательном округе Барнс побеждал ещё дважды, а после расформирования округа на выборах 1918 года стал депутатом парламента от округа Глазго Горбалс.
С 14 февраля 1910 по 6 февраля 1911 года Барнс был лидером Лейбористской партии. В военном кабинете Ллойд Джорджа занимал сначала пост министра пенсионного обеспечения (10 декабря 1916 — 3 августа 1917 года), а затем (с 13 августа 1917 года) — пост министра без портфеля. Когда в 1918 году Лейбористская партия решила выйти из коалиционного кабинета Ллойд Джорджа, Барнс отказался уходить в отставку, за что был исключён из партии и совместно с Британской лигой рабочих создал Национально-демократическую и лейбористскую партию.
После отставки с поста министра (27 января 1920 года) в политической жизни Барнс значительной роли не играл. В марте 1920 года он был удостоен Ордена Кавалеров Почёта. Когда Лейбористская партия объявила, что на парламентских выборах 1922 года выставит против него своего кандидата (Джордж Бьюкенен) и стало понятно, что голоса избирателей в Глазго достанутся именно лейбористам, то Барнс, не желавший связывать свою политическую судьбу ни с какой другой партией, объявил об уходе из политики.
После отставки Барнс продолжал активно поддерживать профсоюзное и рабочее движение, в частности Международную организацию труда, путём публикации книг или председательства в Обществе печати.
Он никогда не был особо публичным человеком; о его частной жизни известно немного: достоянием общественности стала гибель его младшего сына во Франции во время Первой мировой войны.
Барнс умер в 1940 году в своём лондонском доме и похоронен на кладбище в Фулеме.